# Aedes tonkinensis
Aedes tonkinensis är en tvåvingeart som beskrevs av Galliard och Ngu 1947. Aedes tonkinensis ingår i släktet Aedes och familjen stickmyggor. Inga underarter finns listade i Catalogue of Life.